# Philippine Coconut Authority

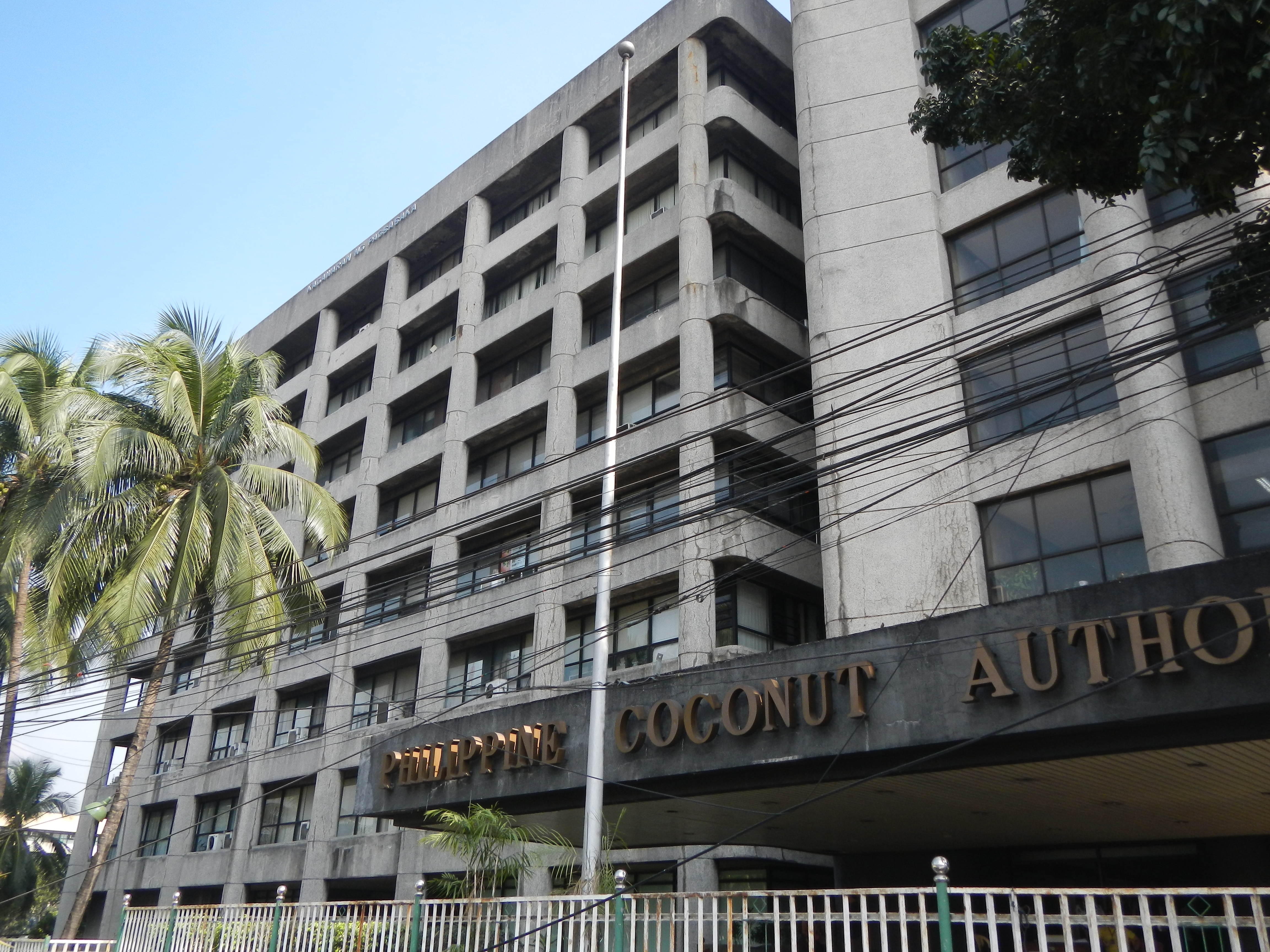
Siège de la Philippines Coconut Authority.

La Philippine Coconut Authority (Autorité philippine du cocotier, philippin : Pangasiwaan ng Niyog ng Pilipinas, abrégé en PCA ou PHILCOA) est une agence du gouvernement des Philippines, rattachée à la présidence (et au ministère de l'Agriculture de 1987 à 2014), chargée du développement de l'industrie du cocotier et des autres palmiers oléagineux.
Son administrateur rend compte à l'Assistant présidentiel pour la sécurité alimentaire et la modernisation de l'agriculture.

## Histoire
La Philippine Coconut Authority a été créée en vertu du décret présidentiel n° 232 du 30 juin 1973.
Cette agence a absorbé les organismes préexistants, Coconut Coordinating Council (CCC, Conseil de coordination du cocotier) et Philippine Coconut Research Institute (PHILCORIN, Institut de recherche philippin sur le cocotier), et en a assumé les pouvoirs et les fonctions.
Elle est devenue le seul organisme gouvernemental chargé de développer le secteur du cocotier jusqu'à son plein potentiel, en ligne avec la nouvelle vision d'une industrie de la noix de coco unifiée, globalement compétitive et efficace.
En 1940, la National Coconut Corporation (NACOCO, Société nationale de la noix de coco) a été créée pour promouvoir la croissance et le développement de ce secteur économique. Elle a été rebaptisée en 1954, sous le nom de Philippine Coconut Administration (PHILCOA, Administration philippines de la noix de coco)) avec la même mission et les mêmes responsabilités.
Dix ans plus tard, PHILCOA a élargi son champ d'activités et a été rebaptisée Philippine Coconut Research Institute (PHILCORIN, Institut philippin de recherche sur la noix de coco), organisme créé pour surveiller, évaluer et mener des recherches sur la noix de coco.
C'est en 1971, à l'apogée de la période d'expansion, lorsque le Coconut Coordinating Council (CCC) a été créé en lieu et place de PHILCORIN et a été chargé de superviser, coordonner et évaluer la mise en œuvre du programme gouvernemental d'autosuffisance en noix de coco.
Mais ces agences manquaient de pertinence dans leurs objectifs. Le cadre dans lequel elles fonctionnaient ne tournait pas autour du développement global du  secteur de la noix de coco, focalisé sur les planteurs de cocotiers.
Pour y remédier, le gouvernement des Philippines a jugé nécessaire de créer un organisme nouveau, et aboutit à la création de la Philippine Coconut Authority le 30 juin 1973. Cette Autorité a absorbé les organismes préexistants et en a assumé les pouvoirs et fonctions, y compris le personnel et les actifs de la CCC, alors disparue, de PHILCOA, et de PHILCORIN.
La Philippine Coconut Authority est devenue le 14 juillet 1976, en vertu de décret présidentiel n° 961, une entreprise publique indépendante rendant compte directement et supervisée uniquement par le Bureau du Président des Philippines. Ce décret constitue la première codification de loi traitant du développement du secteur du palmier à huile et du cocotier.
Le Code a été révisé ultérieurement, le 11 juin 1978, et devint finalement la charte de l'ACP en tant qu'entreprise publique.
Le 30 janvier 1987, en vertu de l'ordre exécutif n° 116, la Philippine Coconut Authority a été officiellement déclarée comme agence rattachée du  ministère de l'Agriculture. La déclaration de transfert de la Présidence des Philippines au ministère de l'Agriculture a été adoptée pour assurer la coordination et le suivi des politiques et programmes des différents secteurs de l'agriculture en général. Ce rattachement a été confirmé et incorporé dans le Code administratif de 1987.
Le 5 mai 2014, le président Benigno Aquino III a réaffecté à la Présidence les quatre agences de développement agricole, la National Food Authority (NFA, Autorité nationale des aliments), la Philippine Coconut Authority (PCA), la National Irrigation Administration (NIA, Administration nationale de l'irrigation) et la Fertiliz and Pesticide Authority (FPA, Autorité de la fertilisation et des pesticides) relevant jusqu'alors du ministère de l'Agriculture. Il assigna à Francis Pangilinan la responsabilité de superviser les quatre organismes. Orlan Calayag, administrateur de la NFA, et Euclides G. Forbes, administrateur de la PCA, ont alors choisi, tous les deux, de démissionner de leurs postes respectifs le 8 mai afin de permettre à Francis Pangilinan de nommer ses propres candidats à la tête des agences.

## Coopération dans les secours aux victimes de tremblement de terre
Selon un rapport du 10 juin 2014,  a indiqué que la Philippine Coconut Authority a établi un partenariat avec le  Bureau of Fisheries and Aquatic Resources (BFAR, Bureau de la pêche et des ressources aquatiques) du ministère de l'Agriculture  dans le cadre d'un programme « Vivres Contre Travail » visant à fournir des sources durables de subsistance aux personnes touchées par le séisme de 2013 à Bohol.